# Villaescusa de Haro
Villaescusa de Haro é um município da Espanha na província de Cuenca, comunidade autónoma de Castilla-La Mancha, de área 93,44 km² com população de 585 habitantes (2004) e densidade populacional de 6,26 hab/km².

## Demografia
| Variação demográfica do município entre 1991 e 2004 | Variação demográfica do município entre 1991 e 2004 | Variação demográfica do município entre 1991 e 2004 | Variação demográfica do município entre 1991 e 2004 |
| --------------------------------------------------- | --------------------------------------------------- | --------------------------------------------------- | --------------------------------------------------- |
| 1991                                                | 1996                                                | 2001                                                | 2004                                                |
| 614                                                 | 632                                                 | 578                                                 | 585                                                 |